# Bratříkovice
Bratříkovice (en allemand : Brättersdorf) est une commune du district d'Opava, dans la région de Moravie-Silésie, en République tchèque. Sa population s'élevait à 155 habitants en 2021.

## Géographie
Bratříkovice se trouve à 8 km au sud-est de Horní Benešov, à 15 km à l'ouest d'Opava, à 44 km à l'ouest-nord-ouest d'Ostrava et à 234 km à l’est de Prague.
La commune est limitée par Svobodné Heřmanice à l'ouest et au nord, par Velké Heraltice et Hlavnice à l'est, par Jakartovice au sud, et au sud-ouest.

## Histoire
La première mention écrite de la localité date de 1265.

## Transports
Par la route, Bratříkovice se trouve à 17 km d'Opava, à 53 km d'Ostrava et à 307 km de Prague.